# 長與稱吉
長與 稱吉（新字体：長与 称吉、ながよ しょうきち、慶応2年1月7日〈1866年2月21日〉 - 明治43年〈1910年〉9月5日）は、明治時代の医師。男爵。長與專齋の子。岳父に後藤象二郎。

## 略歴
内務省衛生局長：長與專齋の長男として、肥前国大村（現・長崎県大村市）に生まれる。1884年に東京帝国大学医科（現在の東京大学医学部）を中退して、7年間ドイツのミュンヘン大学、ヴュルツブルク大学医学部に私費留学する。このころ、現地の女性に子供を産ませるも、手切れ金を渡して解決する（その面倒を見たのが、衛生局で專齋の部下であり、ドイツ留学中の後藤新平だった）。
帰国後、1893年に開業。東京日本橋や麹町に胃腸病院を設立。夏目漱石の主治医になるなど盛況となった。1898年、胃腸病研究会を設立し会長に就任。胃腸病の治療に革新をもたらした。1902年に医学博士号を取得。
1910年7月20日、亡父の功績により男爵となる。同年9月5日、腹膜炎のため死去した。墓所は青山霊園(1イ13-2)
大日本私立衛生会会頭も務めた。

## 家族・親族
妻は後藤象二郎の娘・延子（延子の姉・早苗は三菱財閥創設者岩崎弥太郎の弟・岩崎弥之助に嫁いでおり、稱吉と弥之助は義兄弟の関係にある）。弟・長與程三は実業家で日本輸出絹連合会組長を務めた。同じく弟の長與又郎は病理学者で東京帝国大学総長、男爵。同じく弟の岩永裕吉は同盟通信社の初代社長。同じく弟・長與善郎は白樺派の小説家、劇作家。妹・保子は松方正義の長男・松方巌と結婚した。
長男に男爵を継いだ長與立吉。長女・美代子は駐米大使斎藤博と結婚した。次女・仲子は犬養毅の息子犬養健と結婚し、その長女が評論家犬養道子、長男が共同通信社社長を務めた犬養康彦である。孫にあたる犬養康彦の義弟（康彦の妻・麗子の妹の嫁ぎ先）が日清製粉グループ本社元会長の正田英三郎の次男で現相談役の正田修（明仁上皇の義弟）である。なお大原姉妹の父はクラレ元会長で大原美術館先代オーナーの大原総一郎なので、長與家は犬養家・大原家・正田家を通して天皇家及び旧皇族の縁戚となった。